# Turpan
Turpan (ujgurski jezik تۇرپان); turski Turfan; poznat i kao Turfan ili Tulufan, je oaza i istoimeni grad u prefekturi Turpan u Ujgurskoj Autonomnoj Regiji Xinjiang NR Kine. Krajem 2003. je u njoj živjelo oko 254,900 stanovnika.

## Vanjske poveznice
- Silk Road Seattle (The Silk Road Seattle website contains many useful resources including a number of full-text historical works, maps, photos, etc.)
- Karez (Qanats) of Turpan, China
- Images and travel impressions along the Silk Road - Turpan PPS in Spanish